# Stazione di Cerchio
Stazione di Cerchio vasútállomás Olaszországban, Cerchio településen.

## Vasútvonalak
Az állomást az alábbi vasútvonalak érintik:
- Róma–Sulmona–Pescara-vasútvonal

## Kapcsolódó állomások
A vasútállomáshoz az alábbi állomások vannak a legközelebb:
- Stazione di Collarmele
- Stazione di Aielli